# Хуго Исак Були
Хуго Исак Були (Београд, 14. децембар 1875 – Београд, 1941/42) био је трговац и утемељитељ фудбала у Србији.

## Порекло
Београдска породица Були припадала је заједници Сефардских Јевреја. Почетком 20. века убрајали су се међу најбогатије београдске породице. Први истакнути члан породице Були био је отац Хуга Булија, Једидија Едија Були. По занимању је био трговац и банкар, а вршио је и функцију председника Јеврејске сефардске општине од 1897. до 1907. године. Поред тога био је именован и за посланика Народне скупштине, а посланичко именовање касније је пренето на његовог брата Давида. Основао је банку коју је касније преузео његов најстарији син Бенцион. Једидија Едија Були заслужан је за ширење трговинских веза Србије са иностранством. Године 1880. и 1882. био је први Јеврејин међу четрдесет чланова скупштине, именованих од стране кнеза Милана Обреновића. Уживао је поштовање како владара из династије Обреновић, Тако и Карађорђевића. За свој допринос развоју Србије добио је бројна одликовања.
Његова супруга Меркуша Були била је једна од оснивачица Јеврејског женског друштва и била његова председница у периоду од 1894. до 1912. године.
Осим Хуга, и остали синови Едије Булија оставили су значајан допринос у многим сферама српског друштва: Политици, трговини, банкарству, медицини, спорту, хотелијерству.
Бенцион Були био је банкар, народни посланик у Скупштини Србије и добротвор. Велики допринос дао је у српском банкарству и трговини. Током првог светског рата сопственим средствима оснивао је прихват српских избеглица у Нишу, Скопљу и Солуну. За свој допринос у многим сферама српског друштва вишеструко је одликован. Један парк на Дедињу, у београдској општини Савски Венац, носи његово име.
Мориц Були био је лекар бактериолог. На позив владе Србије учествовао је у сузбијању куге у селу Уровци код Обреновца, у пролеће 1910. године. Исте године учествовао је у формирању бактериолошке службе у Београду. Током балканских ратова радио је као лекар пољске болнице Дринске дивизије. у Другом балканском рату заробљен је у Ђевђелији заједно са својим болесницима. У Првом светском рату је као болнички бактериолог учествовао у сузбијању пегавог тифуса у Нишу. После рата залагао се за изградњу савременог водовода у Београду. Захваљујући његовом ангажовању подигнута је  бактериолошка лабораторија за испитивање воде. На основу његових нацрта изграђен је Дезинсекциони завод у Београду.
Жак Були био је познати београдски трговац и хотелијер. Био је власник хотела „Ројал” у улици Краља Петра 56. Његов син Мони де Були био је песник, новинар и књижевни критичар. Налазио се међу оснивачима нових књижевних покрета, песничких прогласа и публикација. После Првог светског рата отишао је у Париз, где је ушао у круг најпознатијих француских надреалиста. По повратку у Београд, 1926. је са Ристом Ратковићем покренуо часопис „Вечност”, који је заступао идеје надреалиста. Вративши се у Париз постаје члан многих авангардних група и покреће више часописа. После смрти родитеља у холокаусту престао је да се бави уметношћу.

## Биографија
Хуго Исак Були је рођен 14. децембра 1875. године, у Београду, у јеврејској породици. Отац Еди, познати трговац, умро у Београду 1907, мајка Меркуша - Меркада, умрла 1934. године.
По завршетку средњошколског образовања у Београду, студије је наставио у Берлину, у Немачкој. Ту је играо фудбал за клуб „Германија”. Уз диплому, као сувенир са студија, по повратку у Београд, у пролеће 1896. године, донео је прву фудбалску лопту, желећи да омладину заинтересује за фудбал, све популарнију игру у Европи.
У Београду се учланио у гимнастичко друштво „Соко” и са пријатељима основао Лоптачку секцију, 12. маја 1896. године. Прва утакмица одиграна је у близини Небојшине куле испод Калемегдана, 19. маја. Игром су руководили Густав Фејфар и Хуго Були, пред око педесет гледалаца. Међу онима који су тог дана били на терену су и Андра Николић, Велизар Митровић, Радивоје Новаковић, Милорад Максимовић, Петар Мирковић, Драгомир Борисављевић. То је званичан датум почетка фудбалске игре у Србији.
Три године касније, Хуго Були предложио је оснивање „Првог српског друштва за игру лоптом” које се издвојило из Сокола и које је формирано на Оснивачкој скупштини 1. маја по старом, тј. 14. маја 1899. године, по новом календару. У Хајд парку направљено је и прво игралиште на коме је три недеље касније одиграна и прва утакмица, између два тима новооснованог друштва.
Хуго Були убијен је у логору на Сајмишту 1941/42.